# Ghuzajla (Hims)
Ghuzajla (arab. غزيلة) – miejscowość w Syrii, w muhafazie Hims. W 2004 roku liczyła 1229 mieszkańców.